# 以賽亞·奧斯丁
以賽亞·查爾斯·奧斯丁（1993年10月25日—）為前美國男子籃球運動員。

## 學生生涯
奧斯丁11歲在棒球訓練營擔任一壘手時，因為太晚舉起手套沒有接住投手的傳球被球擊中右眼。在八年級某次籃球賽的賽前熱身灌籃時，突然有一道紅簾遮住了奧斯丁的右眼，賽後奧斯丁告訴父母眼睛出現問題，經醫生檢查後發現奧斯丁的右眼幾乎全部的視網膜已經剝離，之後兩年期間奧斯丁接受了四次手術，16歲時右眼失去了視力。十年級奧斯丁重返球場，十二年級帶領Grace Preparatory Academy拿下州冠軍，個人入選麥當勞全美明星隊。奧斯丁從所有大學錄取通知書當中選擇就讀離家最近的貝勒大學。
2014年4月22日，結束大學二年級賽季的奧斯丁宣布投入2014年NBA選秀。NBA選秀聯合訓練營於5月中旬在芝加哥舉行，訓練營第二天進行了體檢，奧斯丁的心電圖出現異常，因此額外做了DNA檢測。6月21日，奧斯丁結束練球後與高中教練一同返家時發現家中聚集了奧斯丁的父母、大學教練、經紀人、教會的弟兄姊妹等等所有生活圈朋友，奧斯丁以為是在選秀前獲得了NBA球隊的指名承諾，他們要為他舉辦驚喜派對，但奧斯丁卻從母親的口中得知他被診斷出罹患馬凡氏症候群，無法繼續打球。NBA總裁蕭華邀請奧斯丁在選秀會當天以嘉賓身分出席。
6月26日，NBA總裁蕭華在選秀會第15順位結束之後、第16順位開始唱名之前說道，『在繼續進行今晚下一個順位以前，我想花大家一點的時間表揚貝勒大學的中鋒以賽亞·奧斯丁，你們可能已經聽過以賽亞。他是全國其中一位最好的大學球員，原本預期今晚會獲得球隊青睞，但在幾天前被診斷出罹患遺傳疾病馬凡氏症候群，不能繼續參與競爭激烈的籃球賽。就像今晚在座的其他年輕人，以賽亞也已經投入了無數心血，致力於成為一名職業籃球運動員，因此我們想讓他至少實現夢想中的這一部份。所以我很榮幸地說，「2014年NBA選秀下一個順位，NBA選擇來自貝勒大學的以賽亞·奧斯丁。」』
7月22日，奧斯丁表示NBA總裁蕭華向其承諾完成大學學位後會替他在NBA安排一個全職職位。

## 職業生涯
2016年11月30日，奧斯丁在個人社群帳號上宣布已經獲得醫生的許可，能夠重返球場。
2017年1月7日，奧斯丁在個人社群帳號上宣布與塞爾維亞球隊FMP籃球俱樂部簽下個人第一份職業合約。奧斯丁共出賽了9場，場均上場15.6分鐘，攻下9.1分和3.2籃板。7月11日，全国男子篮球联赛广西威壮宣布正式簽下奧斯丁。奧斯丁場均可為广西威壮貢獻34.6分、13.4籃板、4.3阻攻。9月10月，奧斯丁確定為Chooks-to-Go Pilipinas征戰在湖南省郴州市舉辦的2017年亞洲籃球俱樂部冠軍盃。最終Chooks-to-Go Pilipinas繳出5勝3敗以第五名作收，奧斯丁場均可攻下20分、13籃板、3.1阻攻。11月9日，奧斯丁加盟超級籃球聯賽裕隆納智捷。12月13日，因為奧斯丁扭傷腳踝以及臀部肌肉拉傷，裕隆納智捷改登錄盧克·內維爾，奧斯丁留下出賽4場，場均18分、10.3籃板、3.5助攻、1.5阻攻的表現。
2018年1月20日，奧斯丁加盟黎巴嫩球隊尚维尔体育俱乐部。3月22日，據報導奧斯丁同意重返广西威壮。效力广西威壮的第二個賽季奧斯丁場均可挹注35.1分、10.3籃板、1.8阻攻、0.9抄截。10月18日，中国男子篮球职业联赛南京大圣宣布奧斯丁加盟事宜。10月30日，南京大圣宣布更換外援為阿德里安·佩恩。11月16日，南京大圣宣布外援由奧斯丁替換佩恩，由於球隊使用完更換外援的名額，奧斯丁會效力至賽季結束。奧斯丁總計為南京大圣出賽35場，場均拿下16分、8籃板、2阻攻。
2019年8月18日，黎巴嫩球隊貝魯特俱樂部宣布奧斯丁加盟球隊。11月5日，球隊因爲聯賽停擺宣布與包含奧斯丁在內的外籍球員分道揚鑣。12月1日，據報導奧斯丁與東南亞職業籃球聯賽臺北富邦勇士完成簽約。12月3日，臺北富邦勇士總教練許晉哲表示西姆·布拉有體能與腳傷的問題，因此找來奧斯丁進行測試。12月16日，由於過去效力裕隆納智捷時尚未完成工作簽證的申請程序就出賽，導致臺北富邦勇士無法替奧斯丁申請工作簽證，之後臺北富邦勇士改簽下麥斯·艾素。12月30日，波多黎各球隊瓜伊納沃大都會簽下奧斯丁。
2020年9月30日，墨西哥球隊阿瓜斯卡連特斯黑豹與奧斯丁簽下一紙為期一個月的合約。12月15日，奧斯丁加盟阿拉伯聯合大公國球隊杜拜勝利。
2021年5月1日，據報導奧斯丁與P. LEAGUE+新竹街口攻城獅簽下2021-22賽季合約；總經理高景炎事後表示因為工作簽證的關係而破局。奧斯丁季前曾效力多明尼加球隊San Carlos，總計出賽5場拿下19.6分、12.4籃板、2.8阻攻。6月14日，奧斯丁以狀元之姿在BIG3選秀被Enemies選走。8月29日，波多黎各球隊梅亚圭兹印第安人宣布奧斯丁加盟事宜。9月24日，奧斯丁表示獲得NBA球員發展部門的研究員職位，於10月4日開始上崗，為期一年。
奧斯丁的職業生涯除了BIG3以外，效力過塞爾維亞、中國大陸、菲律賓、臺灣、黎巴嫩、波多黎各、墨西哥、阿拉伯聯合大公國以及多明尼加等地的球隊。

## 外部連結
- 以賽亞·奧斯丁在fiba.basketball（英语）
- 以賽亞·奧斯丁在亞得里亞海聯賽官網（英语）
- 以賽亞·奧斯丁在Basketball-Reference.com（國際）（英语）
- 以賽亞·奧斯丁在Sports-Reference.com（NCAA）（英语）
- 以賽亞·奧斯丁在Eurobasket.com（球員）（英语）
- 以賽亞·奧斯丁在Proballers（英语）
- 以賽亞·奧斯丁在RealGM（英语）
- 以賽亞·奧斯丁在中国篮球数据库